# Ernest Maragall
Ernest Maragall i Mira (ur. 5 stycznia 1943 w Barcelonie) – hiszpański i kataloński polityk oraz analityk komputerowy, działacz partyjny i samorządowy, minister w rządzie katalońskim, deputowany do Parlamentu Europejskiego VIII kadencji.

## Życiorys
Wnuk poety Joana Maragalla i brat Pasquala Maragalla.
Z zawodu ekonomista i analityk komputerowy. Do 1970 pracował w sektorze prywatnym, następnie do 1983 był zatrudniony w barcelońskiej radzie miejskiej. W latach 1983–1989 zajmował stanowisko dyrektora prywatnego przedsiębiorstwa, a w latach 1990–1995 głównego menedżera i dyrektora departamentu w miejskim instytucie technologii informacyjnych. Od połowy lat 90. związany z barcelońskim samorządem, był radnym miejskim, a także przewodniczącym rady dzielnicy Sant Andreu. W 2001 objął stanowisko rzecznika prasowego rządu Katalonii.
W latach 2006–2010 pełnił funkcję regionalnego ministra edukacji. Następnie przez dwa lata sprawował mandat posła do katalońskiego parlamentu IX kadencji. Ernest Maragall był wieloletnim działaczem socjalistycznym i współzałożycielem Partii Socjalistów Katalonii (ugrupowaniu stowarzyszonym z hiszpańską PSOE). W 2012 wystąpił z tego ugrupowania, stając na czele lewicowej formacji NECat.
W 2014 z ramienia koalicji katalońskich ugrupowań lewicowych został wybrany na eurodeputowanego VIII kadencji. Z mandatu zrezygnował w grudniu 2016. W 2018 został członkiem katalońskiego rządu Quima Torry, w którym odpowiadał za sprawy zagraniczne i instytucjonalne. Zrezygnował jednak w listopadzie tegoż roku w związku z zaplanowanym startem w wyborach lokalnych w Barcelonie. Ubiegał się bez powodzenia o urząd alkada, został natomiast radnym miejskim. W 2021 ponownie wybrany do katalońskiego parlamentu, a w 2023 kolejny raz uzyskał mandat radnego Barcelony.